# Jinju
Jinju là một thành phố ở tỉnh Gyeongsang Nam, Hàn Quốc. Thành phố này là địa điểm của các cuộc bao vây lần 1 năm 1592 và lần 2 năm 1593 bởi quân Nhật Bản trong chiến tranh Imjin. Sở chỉ huy huấn luyện và đào tạo Không quân Hàn Quốc nằm ở phía tây thành phố. Thành phố Jinju có lâu đài Jinu, bảo tàng quốc gia Jinju và bảo tàng địa điểm tiền sử Nam-gang.
Thành phố nổi tiếng với sản phẩm lụa.

## Khí hậu
| Dữ liệu khí hậu của Jinju                | Dữ liệu khí hậu của Jinju | Dữ liệu khí hậu của Jinju | Dữ liệu khí hậu của Jinju | Dữ liệu khí hậu của Jinju | Dữ liệu khí hậu của Jinju | Dữ liệu khí hậu của Jinju | Dữ liệu khí hậu của Jinju | Dữ liệu khí hậu của Jinju | Dữ liệu khí hậu của Jinju | Dữ liệu khí hậu của Jinju | Dữ liệu khí hậu của Jinju | Dữ liệu khí hậu của Jinju | Dữ liệu khí hậu của Jinju |
| Tháng                                    | 1                         | 2                         | 3                         | 4                         | 5                         | 6                         | 7                         | 8                         | 9                         | 10                        | 11                        | 12                        | Năm                       |
| ---------------------------------------- | ------------------------- | ------------------------- | ------------------------- | ------------------------- | ------------------------- | ------------------------- | ------------------------- | ------------------------- | ------------------------- | ------------------------- | ------------------------- | ------------------------- | ------------------------- |
| Cao kỉ lục °C (°F)                       | 17.5 (63.5)               | 22.0 (71.6)               | 24.0 (75.2)               | 29.0 (84.2)               | 37.0 (98.6)               | 35.1 (95.2)               | 38.9 (102.0)              | 37.5 (99.5)               | 35.0 (95.0)               | 29.3 (84.7)               | 27.0 (80.6)               | 19.6 (67.3)               | 38.9 (102.0)              |
| Trung bình ngày tối đa °C (°F)           | 6.6 (43.9)                | 9.0 (48.2)                | 13.7 (56.7)               | 20.0 (68.0)               | 24.1 (75.4)               | 27.1 (80.8)               | 29.3 (84.7)               | 30.3 (86.5)               | 26.6 (79.9)               | 21.9 (71.4)               | 15.3 (59.5)               | 9.5 (49.1)                | 19.5 (67.1)               |
| Trung bình ngày °C (°F)                  | −0.1 (31.8)               | 2.1 (35.8)                | 6.8 (44.2)                | 12.8 (55.0)               | 17.6 (63.7)               | 21.5 (70.7)               | 25.1 (77.2)               | 25.7 (78.3)               | 21.0 (69.8)               | 14.5 (58.1)               | 7.7 (45.9)                | 2.0 (35.6)                | 13.1 (55.6)               |
| Tối thiểu trung bình ngày °C (°F)        | −5.8 (21.6)               | −3.9 (25.0)               | 0.4 (32.7)                | 5.9 (42.6)                | 11.5 (52.7)               | 16.8 (62.2)               | 21.7 (71.1)               | 21.9 (71.4)               | 16.4 (61.5)               | 8.4 (47.1)                | 1.6 (34.9)                | −4.0 (24.8)               | 7.6 (45.7)                |
| Thấp kỉ lục °C (°F)                      | −15.9 (3.4)               | −14.3 (6.3)               | −10.4 (13.3)              | −4.2 (24.4)               | 1.6 (34.9)                | 8.0 (46.4)                | 13.3 (55.9)               | 12.1 (53.8)               | 5.9 (42.6)                | −2.7 (27.1)               | −8.0 (17.6)               | −13.9 (7.0)               | −15.9 (3.4)               |
| Lượng Giáng thủy trung bình mm (inches)  | 32.9 (1.30)               | 43.0 (1.69)               | 72.1 (2.84)               | 118.2 (4.65)              | 122.8 (4.83)              | 213.0 (8.39)              | 300.0 (11.81)             | 316.9 (12.48)             | 184.5 (7.26)              | 45.0 (1.77)               | 45.0 (1.77)               | 19.2 (0.76)               | 1.512,8 (59.56)           |
| Số ngày giáng thủy trung bình (≥ 0.1 mm) | 4.7                       | 5.5                       | 7.6                       | 8.9                       | 9.3                       | 10.7                      | 13.6                      | 12.8                      | 9.5                       | 5.1                       | 5.5                       | 3.9                       | 97.1                      |
| Số ngày tuyết rơi trung bình             | 2.8                       | 2.1                       | 0.9                       | 0.0                       | 0.0                       | 0.0                       | 0.0                       | 0.0                       | 0.0                       | 0.0                       | 0.3                       | 1.1                       | 7.2                       |
| Độ ẩm tương đối trung bình (%)           | 62.4                      | 61.8                      | 62.9                      | 65.2                      | 70.4                      | 76.0                      | 81.8                      | 81.0                      | 78.2                      | 74.0                      | 70.8                      | 66.2                      | 70.9                      |
| Số giờ nắng trung bình tháng             | 191.6                     | 182.6                     | 196.0                     | 206.7                     | 208.5                     | 159.3                     | 150.9                     | 166.4                     | 159.2                     | 199.0                     | 174.3                     | 190.2                     | 2.184,5                   |
| Phần trăm nắng có thể                    | 61.3                      | 59.3                      | 52.9                      | 52.7                      | 48.0                      | 36.7                      | 34.1                      | 39.9                      | 42.8                      | 56.8                      | 56.2                      | 62.4                      | 49.1                      |
| Nguồn:                                   |                           |                           |                           |                           |                           |                           |                           |                           |                           |                           |                           |                           |                           |